# Ardisia tuerckheimii
Ardisia tuerckheimii là một loài thực vật có hoa trong họ Anh thảo. Loài này được Donn.Sm. mô tả khoa học đầu tiên năm 1888.